# KLCC駅
KLCC駅 （KLCCえき、マレー語：Stesen KLCC）はマレーシアクアラルンプールにある、ラピドKLクラナ・ジャヤ線の駅。駅番号は「KJ10」。

## 歴史
- 1998年1月1日 - 開業。

## 駅構造
アンパン通り沿いにある地下駅で、島式ホーム1面2線をもつ。ホーム上の保安用にホームドアを装備。
地下コンコースからスリア KLCCに直結している。

### のりば
| 1 | 5 クラナ・ジャヤ線 | アンパン・パーク・ジュラテック・ゴンバッ方面     |
| 2 | 5 クラナ・ジャヤ線 | KLセントラル・スバン・ジャヤ・プトラ・ヘイツ方面 |

## 駅周辺

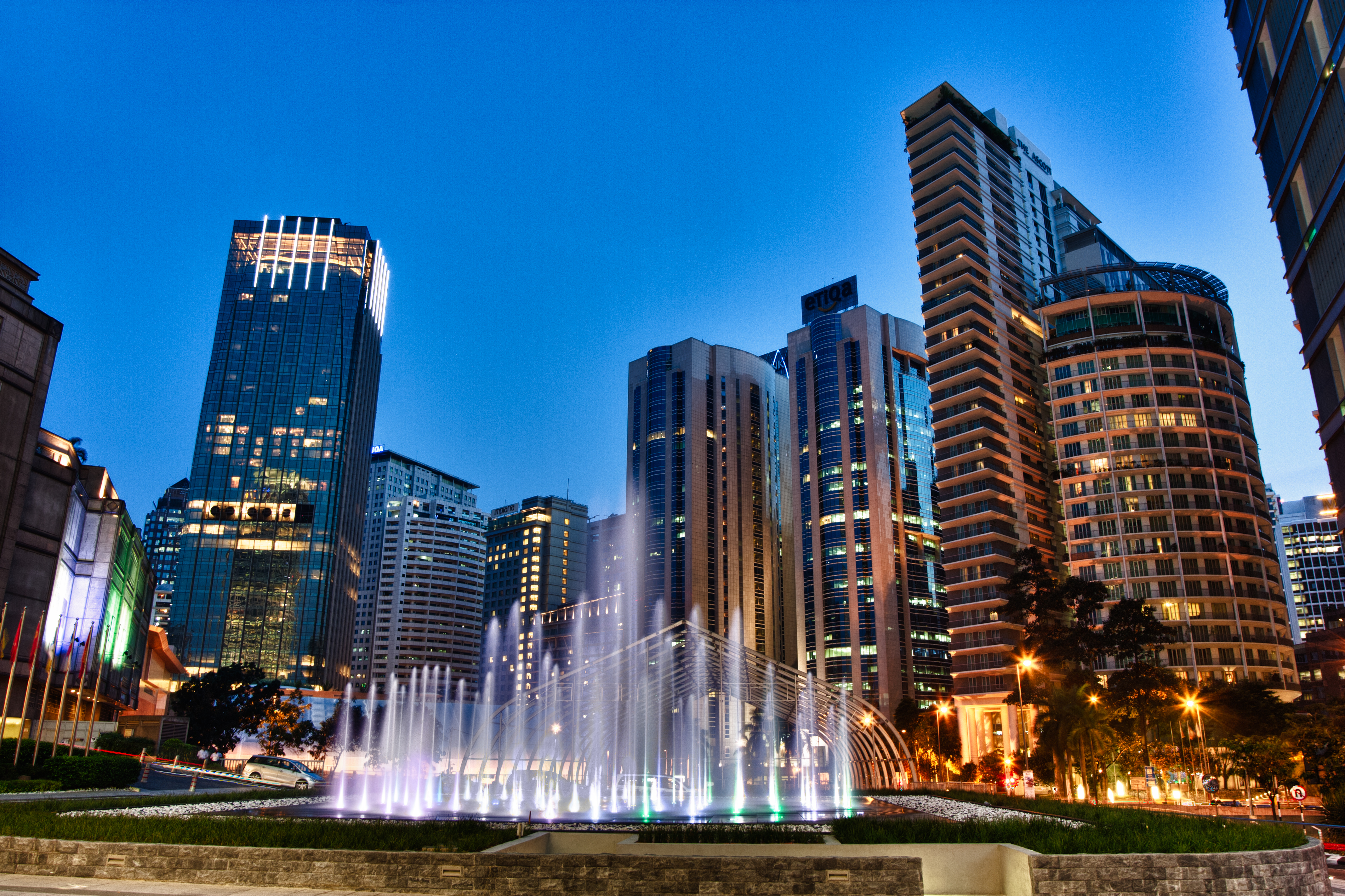
KLCC地区の街並み

駅はKLCC地区の中心にあり、近年は欧米人や外国人向けの高級コンドミニアムの建設が盛ん。
- AM銀行タワー（英語版）
- KLCC水族館
- アヴェニュー・K（中国語版）
- エクソンモビール・タワー（英語版）
- KLCC地域冷房センター
- KLCC公園
- クアラルンプール・コンベンション・センター（英語版）
- マクシス・タワー（英語版）
- ペトロナス・フィルハーモニック・ホール
- ペトロナス・タワー3（英語版）
- ペトロナス・ツインタワー
- スリア KLCC[1]
- マンダリン・オリエンタル・ホテル
- ホテル・マヤ
- ルネッサンス・ホテル

## 隣の駅
ラピドKL
5 クラナ・ジャヤ線
アンパン・パーク駅 (KJ09) - KLCC駅 (KJ10) - カンポン・バル駅 (KJ11)